# Dicranota reitteri
Dicranota reitteri är en tvåvingeart som beskrevs av Josef Mik 1882. Dicranota reitteri ingår i släktet Dicranota och familjen hårögonharkrankar. Inga underarter finns listade i Catalogue of Life.